# ラスカルスズカ
ラスカルスズカ（欧字名:Rascal Suzuka、1996年4月17日 - 2020年8月8日）は、日本の競走馬、種牡馬。
半兄のサイレンススズカ（父:サンデーサイレンス）とは違って長距離レースを得意とし、3000メートル級レースではGI・2戦を含む4戦1勝、2着2回3着1回と安定した成績であった。

## 生涯
1999年、デビューは遅く、4歳（現3歳）の6月にデビュー戦を迎え、サイレンススズカの主戦騎手でもあった武豊が騎乗し勝利を挙げた。その後、デビュー戦から3連勝を挙げ、初の重賞挑戦となる神戸新聞杯に挑み、2番人気に支持され3着となり、菊花賞への優先出走権を獲得した。迎えた菊花賞では、武豊が同年のダービー優勝馬のアドマイヤベガに騎乗するため蛯名正義に乗り替わりとなったが、アドマイヤベガを上回る3着となった。続いて出走したジャパンカップに出走し、蛯名正義が同年のオークス優勝馬のウメノファイバーに騎乗するため柴田善臣への乗り替わりで4番人気に支持され、5着となった。
2000年、ラスカルスズカの鞍上には武豊が戻り、1月の万葉ステークスからの始動となった。万葉ステークスでは単勝1.1倍の1番人気に支持され、初のオープン勝ちを飾った。続く阪神大賞典では昨年の菊花賞で先着を許したナリタトップロードやテイエムオペラオーとの再戦となり、馬券の人気も当馬を含めた3頭に集中した。そんな中、2番人気に支持され、レースでは2着となった。人気の集中した上位3頭の複勝馬券および3頭の組み合わせからなる拡大馬連（ワイド）馬券は、全て1.0倍の元返しであった。続いて天皇賞（春）に出走し、3番人気で出走し、2着となった。金鯱賞では1番人気に支持されるも、メイショウドトウの前に3着に敗れ、宝塚記念では3番人気に支持されるも5着という結果だった。しかしその後、右前浅屈腱炎を発症し休養することになった。
2001年、復帰戦となったキャピタルステークスでは、再び柴田善臣が騎乗し5番人気だったが6着という結果に終わり、その後の有馬記念は回避した。
2002年、日経新春杯では武豊が騎乗し1番人気に支持されるも6着という結果に終わり、京都記念を回避して出走した中山記念では、当日騎乗予定だった武豊が落馬負傷し、急遽田中勝春が騎乗し3番人気に支持され、3着となるも脚部不安により長期休養する。
2003年3月2日、1年ぶりの復帰戦となった中山記念では7番人気で7着に敗れた。次走は初のダート戦となった3月30日のマーチステークスで9番人気で12着という結果に終わり、その後右前脚浅屈腱炎を再発し引退した。

## 種牡馬時代
引退翌年の2004年からブリーダーズ・スタリオン・ステーションにて種牡馬となる。初年度は39頭に種付け、その後21頭が血統登録された。
2007年、8月12日に小倉競馬場で行われた2歳未勝利戦（ダート1000m）を産駒のサンレイアイシングが勝利した。この勝利が産駒の中央競馬・地方競馬を通じた初勝利となった。
2010年の種付けをもって種牡馬を引退した。

### 主な産駒
- サワヤカラスカル（2009年:阪神牝馬ステークス4着[19]）
- サンレイレーザー（2013年:読売マイラーズカップ2着[20]、エプソムカップ3着[21]、2014年:谷川岳ステークス、毎日王冠2着[22]）

### 種牡馬引退後
北海道苫小牧市のノーザンホースパークにて乗用馬として活動。その後、北海道岩内町の「ホーストラスト北海道」にて余生を過ごしていた。
2020年8月7日に疝痛を発症、翌8日にその病状が悪化し死亡した。

## 競走成績
以下の内容は、netkeiba.comの情報に基づく。
| 競走日 | 競走日 | 競走日 | 競馬場 | 競走名       | 格      | 距離（馬場）  | 頭 数 | 枠 番 | 馬 番 | オッズ （人気） | オッズ （人気） | 着順 | タイム （上がり3F） | 着差 | 騎手     | 斤量 [kg] | 1着馬（2着馬）       | 馬体重 [kg] |
| ------ | ------ | ------ | ------ | ------------ | ------- | ------------- | ----- | ----- | ----- | --------------- | --------------- | ---- | ------------------- | ---- | -------- | --------- | -------------------- | ----------- |
| 1999   | 6.     | 26     | 函館   | 4歳未勝利    |         | 芝1800m（良） | 8     | 7     | 7     | 01.4            | （1人）         | 01着 | 01:52.2 (36.0)      | -0.9 | 武豊     | 55        | （マリーシャンタル） | 474         |
|        | 7.     | 10     | 函館   | 北洋特別     | 500万下 | 芝2000m（良） | 10    | 8     | 10    | 01.4            | （1人）         | 01着 | 02:02.3 (35.8)      | -0.5 | 武豊     | 55        | （ロードサクセサー） | 470         |
|        | 8.     | 7      | 札幌   | 日高特別     | 900万下 | 芝2000m（稍） | 8     | 5     | 5     | 01.4            | （1人）         | 01着 | 02:01.7 (35.6)      | -0.1 | 武豊     | 55        | （ロードクロノス）   | 474         |
|        | 9.     | 19     | 阪神   | 神戸新聞杯   | GII     | 芝2000m（良） | 11    | 4     | 4     | 02.8            | （2人）         | 03着 | 02:01.4 (35.6)      | 00.2 | 武豊     | 56        | オースミブライト     | 478         |
|        | 11.    | 7      | 京都   | 菊花賞       | GI      | 芝3000m（良） | 15    | 3     | 5     | 21.5            | （4人）         | 03着 | 03:07.7 (33.9)      | 00.1 | 蛯名正義 | 57        | ナリタトップロード   | 478         |
|        | 11.    | 28     | 東京   | ジャパンC    | GI      | 芝2400m（良） | 14    | 4     | 6     | 10.6            | （4人）         | 05着 | 02:26.5 (36.7)      | 01.0 | 柴田善臣 | 55        | スペシャルウィーク   | 474         |
| 2000   | 1.     | 9      | 京都   | 万葉S        | OP      | 芝3000m（良） | 10    | 8     | 10    | 01.1            | （1人）         | 01着 | 03:13.3 (34.2)      | -0.2 | 武豊     | 54        | （トシザブイ）       | 480         |
|        | 3.     | 19     | 阪神   | 阪神大賞典   | GII     | 芝3000m（稍） | 9     | 3     | 3     | 02.6            | （2人）         | 02着 | 03:09.8 (35.5)      | 00.4 | 武豊     | 56        | テイエムオペラオー   | 480         |
|        | 4.     | 30     | 京都   | 天皇賞（春） | GI      | 芝3200m（良） | 12    | 2     | 2     | 04.0            | （3人）         | 02着 | 03:17.7 (34.2)      | 00.1 | 武豊     | 58        | テイエムオペラオー   | 478         |
|        | 5.     | 27     | 中京   | 金鯱賞       | GII     | 芝2000m（稍） | 11    | 7     | 8     | 01.3            | （1人）         | 03着 | 01:58:8 (34.7)      | 00.3 | 武豊     | 57        | メイショウドトウ     | 472         |
|        | 6.     | 25     | 阪神   | 宝塚記念     | GI      | 芝2200m（良） | 11    | 7     | 8     | 08.6            | （3人）         | 05着 | 02:14.3 (36.5)      | 00.5 | 武豊     | 58        | テイエムオペラオー   | 470         |
| 2001   | 11.    | 25     | 東京   | キャピタルS  | OP      | 芝1600m（良） | 11    | 8     | 10    | 09.3            | （5人）         | 06着 | 01:34.8 (35.7)      | 00.8 | 柴田善臣 | 56        | プラウドウイングス   | 482         |
| 2002   | 1.     | 13     | 京都   | 日経新春杯   | GII     | 芝2400m（良） | 12    | 6     | 7     | 02.3            | （1人）         | 06着 | 02:27.0 (35.0)      | 00.6 | 武豊     | 57        | トップコマンダー     | 490         |
|        | 2.     | 24     | 中山   | 中山記念     | GII     | 芝1800m（良） | 14    | 5     | 7     | 05.4            | （3人）         | 03着 | 01:45.5 (34.2)      | 00.1 | 田中勝春 | 57        | トウカイポイント     | 488         |
| 2003   | 3.     | 2      | 中山   | 中山記念     | GII     | 芝1800m（重） | 12    | 6     | 7     | 21.3            | （7人）         | 07着 | 01:49.1 (36.9)      | 01.5 | 中舘英二 | 57        | ローエングリン       | 482         |
|        | 3.     | 30     | 中山   | マーチS      | GIII    | ダ1800m（良） | 16    | 7     | 13    | 19.6            | （9人）         | 12着 | 01:54.9 (41.2)      | 02.9 | 後藤浩輝 | 56        | スマートボーイ       | 480         |

## 血統表
| ラスカルスズカの血統                                  | ラスカルスズカの血統                                        | ラスカルスズカの血統                                        | （血統表の出典）                                            | （血統表の出典） |
| 父系                                                  | リファール系（ノーザンダンサー系）                          | リファール系（ノーザンダンサー系）                          | リファール系（ノーザンダンサー系）                          | [ § 2 ]          |
| 父 *コマンダーインチーフ Commander in Chief 1990 鹿毛 | 父の父*ダンシングブレーヴ Dancing Brave 1983 鹿毛           | Lyphard                                                     | Northern Dancer                                             | Northern Dancer  |
| 父 *コマンダーインチーフ Commander in Chief 1990 鹿毛 | 父の父*ダンシングブレーヴ Dancing Brave 1983 鹿毛           | Lyphard                                                     | Goofed                                                      |                  |
| 父 *コマンダーインチーフ Commander in Chief 1990 鹿毛 | 父の父*ダンシングブレーヴ Dancing Brave 1983 鹿毛           | Navajo Princess                                             | Drone                                                       | Drone            |
| 父 *コマンダーインチーフ Commander in Chief 1990 鹿毛 | 父の父*ダンシングブレーヴ Dancing Brave 1983 鹿毛           | Navajo Princess                                             | Olmec                                                       |                  |
| 父 *コマンダーインチーフ Commander in Chief 1990 鹿毛 | 父の母Slightly Dangerous 1979 鹿毛                          | Roberto                                                     | Hail to Reason                                              | Hail to Reason   |
| 父 *コマンダーインチーフ Commander in Chief 1990 鹿毛 | 父の母Slightly Dangerous 1979 鹿毛                          | Roberto                                                     | Bramalea                                                    |                  |
| 父 *コマンダーインチーフ Commander in Chief 1990 鹿毛 | 父の母Slightly Dangerous 1979 鹿毛                          | Where You Lead                                              | Raise a Native                                              | Raise a Native   |
| 父 *コマンダーインチーフ Commander in Chief 1990 鹿毛 | 父の母Slightly Dangerous 1979 鹿毛                          | Where You Lead                                              | Noblesse                                                    |                  |
| 母 *ワキア Wakia 1987 鹿毛                            | 母の父Miswaki 1978 栗毛                                     | Mr.Prospector                                               | Raise a Native                                              | Raise a Native   |
| 母 *ワキア Wakia 1987 鹿毛                            | 母の父Miswaki 1978 栗毛                                     | Mr.Prospector                                               | Gold Digger                                                 |                  |
| 母 *ワキア Wakia 1987 鹿毛                            | 母の父Miswaki 1978 栗毛                                     | Hopespringseternal                                          | Buckpasser                                                  | Buckpasser       |
| 母 *ワキア Wakia 1987 鹿毛                            | 母の父Miswaki 1978 栗毛                                     | Hopespringseternal                                          | Rose Bower                                                  |                  |
| 母 *ワキア Wakia 1987 鹿毛                            | 母の母Rascal Rascal 1981 黒鹿毛                             | Ack Ack                                                     | Battle Joined                                               | Battle Joined    |
| 母 *ワキア Wakia 1987 鹿毛                            | 母の母Rascal Rascal 1981 黒鹿毛                             | Ack Ack                                                     | Fast Turn                                                   |                  |
| 母 *ワキア Wakia 1987 鹿毛                            | 母の母Rascal Rascal 1981 黒鹿毛                             | Savage Bunny                                                | Never Bend                                                  | Never Bend       |
| 母 *ワキア Wakia 1987 鹿毛                            | 母の母Rascal Rascal 1981 黒鹿毛                             | Savage Bunny                                                | Tudor Jet                                                   |                  |
| 母系(F-No.)                                           | 9号族(FN:9-a)                                               | 9号族(FN:9-a)                                               | 9号族(FN:9-a)                                               | [ § 3 ]          |
| 5代内の近親交配                                       | Raise a Native4×4=12.50%、Turn-to5×5=6.25%、Nashua5×5=6.25% | Raise a Native4×4=12.50%、Turn-to5×5=6.25%、Nashua5×5=6.25% | Raise a Native4×4=12.50%、Turn-to5×5=6.25%、Nashua5×5=6.25% | [ § 4 ]          |
| 出典                                                  | 1. 2. 3. 4.                                                 | 1. 2. 3. 4.                                                 | 1. 2. 3. 4.                                                 | 1. 2. 3. 4.      |

- 半兄のサイレンススズカは、宝塚記念の優勝馬。

- 叔父のBenny the Dipは、英ダービーの優勝馬。
- おいのスズカドリームは、京成杯の優勝馬。